# Jamie Aube
Pas d'image ? Cliquez ici
Jamie Aube est un pilote automobile de stock-car né le 4 août 1953 à Charlotte, Vermont, aux États-Unis.
Trois fois champion de la NASCAR Busch East Series (aujourd'hui connue sous le nom NASCAR K & N Pro East Series) en 1988, 1989 et 1990. De 1987 à 2006, il montre une fiche de neuf victoires, 59 top 5 et 111 top 10 en 291 départs.
Il avait auparavant couru dans l'ACT Pro Stock Tour de 1979 à 1987, année où il a été vice-champion de la série.